# Tomàs Viver i Aymerich
Tomàs Viver i Aymerich (Terrassa, 1876-1951), fou un pintor català. Es va formar a l'Acadèmia Baixas i a l'Escola de la Llotja, però el seu pare es va morir quan ell era jove i va assumir, juntament amb el seu germà Pere (també pintor) la gestió de l'empresa familiar de pintura decorativa.
Al llarg de la seva vida va exposar a Madrid, Barcelona i Terrassa, on també va participar en la restauració de la Cartoixa de Vallparadís.
Casat amb Sara Pascual i Carretero varen ser pares de Matilde Viver i Pasqual.